# Alba Bresolí Alberch
Alba Bresolí Alberch   (Muntanyola, 20 de febrer de 1995) és una cineasta professional catalana i cofundadora de MeLoc, una empresa que posa en contacte directors amb gent que ofereix un espai per gravar. Es va criar a Muntanyola, amb el seu pare, mare i germana Aida Bresolí, també cineasta, amb qui ha treballat.

## Trajectòria
Va estudiar Comunicació Audiovisual a la Universitat Pompeu Fabra i Arts i Mitjans Audiovisuals a la Universitat Bauhaus (Alemanya). Al tornar a Barcelona, va treballar en diverses pel·lícules, tant digitals com analògiques, com a directora de fotografia i ajudant de càmera per reconeguts directors com Isaki Lacuesta o Eva Vila, entre d'altres, i va cofundar l'empresa Meloc amb sa germana Aida Bresolí. L'any 2021 va finalitzar el Màster en Documental de Creació a la Universitat Pompeu Fabra i va realitzar un curtmetratge amb la productora Polar Star Films, amb el suport d'ICEC i ICAA. Combina la seva feina de cineasta col·laborant amb el programa pedagògic Cinema en Curs d'«A Bao A Qu», on ensenya i acompanya la realització de cinema documental i experimental amb joves de diferents instituts públics.
El 2019 va compartir, amb Antía Álzarez, el Premi Eclair del REC, Festival Internacional de Cinema de Tarragona.
El 2024 va participar al projecte Simfonies de ciutat del CCCB.

## Filmografia
- Domus (2018). Codirectora
- CUENCAS (2018). Direcció i edició
- Cineclub (2020). Actriu
- El dia que volaron la montaña (2021). Direcció